# Ole Johan Singsdal
Ole Johan Singsdal (Kyrksæterøra, 8 maggio 1979) è un ex calciatore norvegese, di ruolo centrocampista.

## Carriera

### Club
Singsdal cominciò la carriera con la maglia del KIL/Hemne, debuttando in squadra nel 1995. Passò poi al Rosenborg, per cui esordì nella Tippeligaen il 19 settembre 1999, quando fu titolare nel successo per 1-7 sul campo dello Skeid.
Nel 2000 fu ceduto in prestito al Byåsen, compagine di 1. divisjon. Il primo incontro in squadra fu datato 26 luglio, sostituendo Terje Bye nella sconfitta per 6-1 in casa del Sogndal. Successivamente, il trasferimento divenne a titolo definitivo.
Sul finire del 2002, tornò al KIL/Hemne, dove rimase fino al 2009.

### Nazionale
Singsdal giocò 2 partite per la Norvegia under 21. Esordì il 25 febbraio 2000, quando fu titolare nel successo per 1-4 sulla Finlandia under 21.